# Филипеску, Йоан
Йоан Александру Филипеску де Вильпаче (рум. Ion Alexandru Filipescu; 1811, Бухарест — август 1863, Бухарест) — румынский государственный деятель, дипломат, юрист, президент Совета министров Валашского княжества (13 января 1859–22 февраля 1859), каймакам Валахии в 1858—1859 годах.

## Биография
Родился в 1811 году в Бухаресте. Боярского рода из Мунтении. 
Изучал право в Париже. Вернувшись на родину, во время правления господаря Валахии Барбу Димитрия Штирбея работал министром иностранных дел и логофетом юстиции.
В 1858 году, во время Крымской войны и окончания российского протектората с октября 1858 по январь 1859 г. был назначен вместе с  Иоаном Ману и Эманоилом Бэляну Каймакамом Валахии до избрания Александру Иоана Куза 24 января 1859 г.
Став господарем Валашского княжества Александру Иоан Куза назначил в столице Бухаресте Совет министров (рум. Consiliul Miniștrilor). Его президентами (рум. Președintele Consiliului de Miniștri) с 13 [25] января 1859 года по 22 января [3 февраля] 1862 года были девять политиков. Первым из них стал Филипеску, который занимал кресло премьер-министра и был министром иностранных дел (июль 1860 г. — апрель 1861 г.).
Скончался в августе 1863 года в Бухаресте.